# Begonia foliosa
Espèce
Synonymes
- Begonia elegans Kunth[1]
- Begonia foliosa Poepp. ex A.DC.[1]
- Begonia jamesoniana A.DC.[1]
- Begonia microphylla (Klotzsch) A.DC.[1]
- Begonia poeppigiana (Klotzsch) A.DC.[1]
- Begonia splendens A.DC.[1]
- Casparya elegans (Kunth) Klotzsch[1]
- Lepsia foliosa (Kunth) Klotzsch[1]
- Lepsia microphylla Klotzsch[1]
- Lepsia poeppigiana Klotzsch[1]

Begonia foliosa est une espèce de plantes de la famille des Begoniaceae. Ce bégonia est originaire d'Amérique du Sud. L'espèce fait partie de la section Lepsia. Elle a été décrite en 1825 par Karl Sigismund Kunth (1788-1850). L'épithète spécifique signifie « feuillue ».

## Description

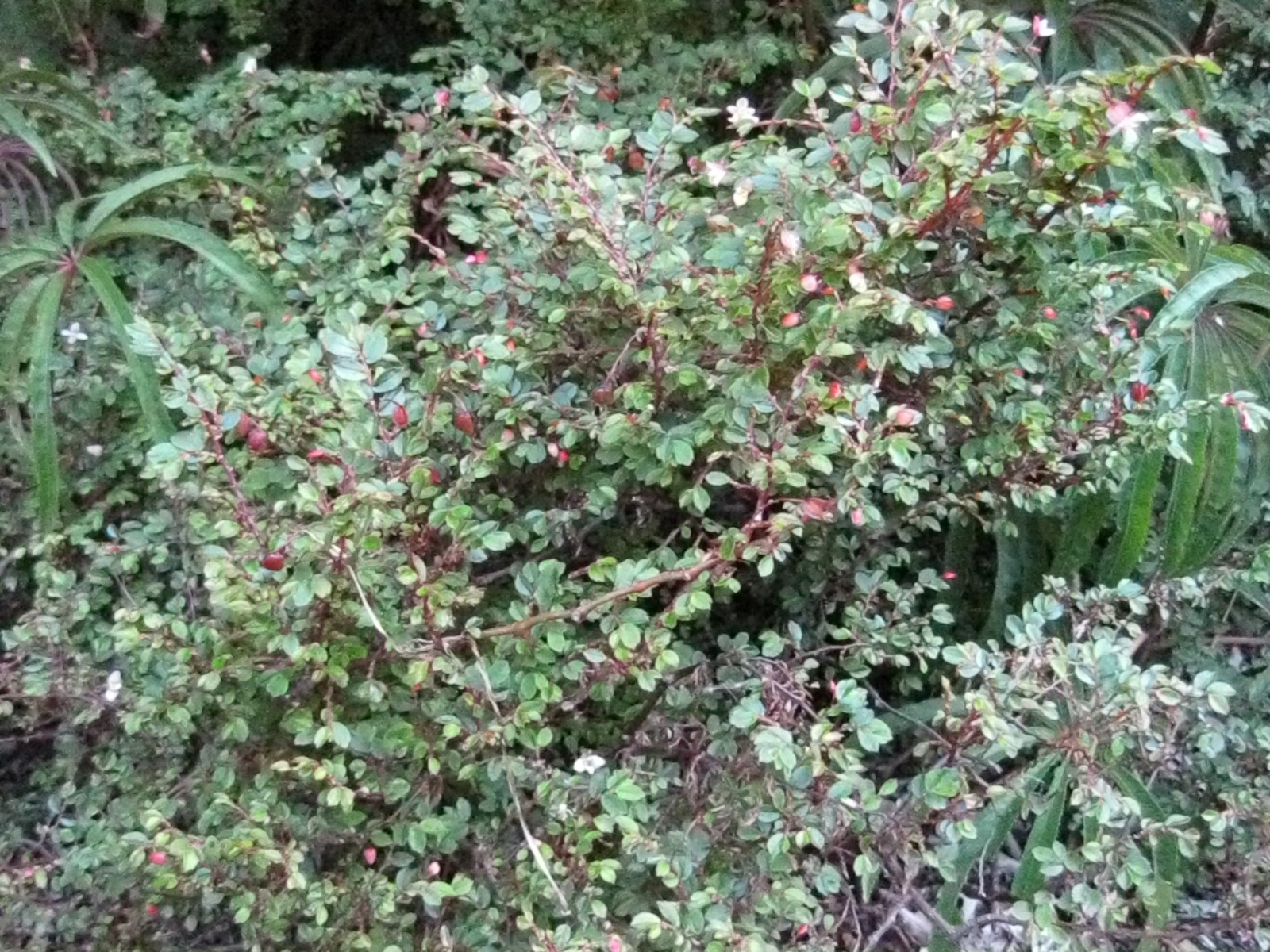
Vue d'ensemble
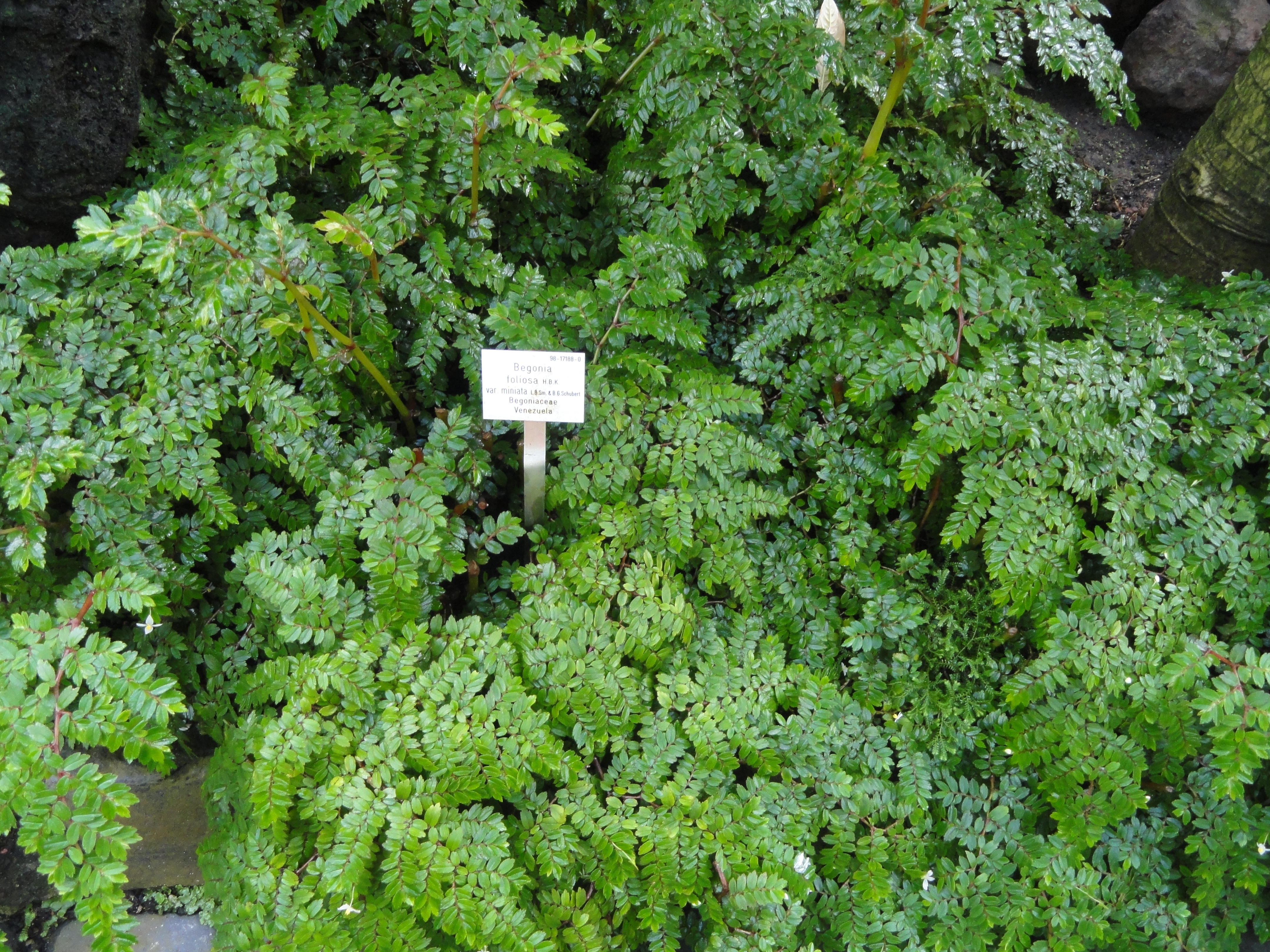
Begonia foliosa var. miniata
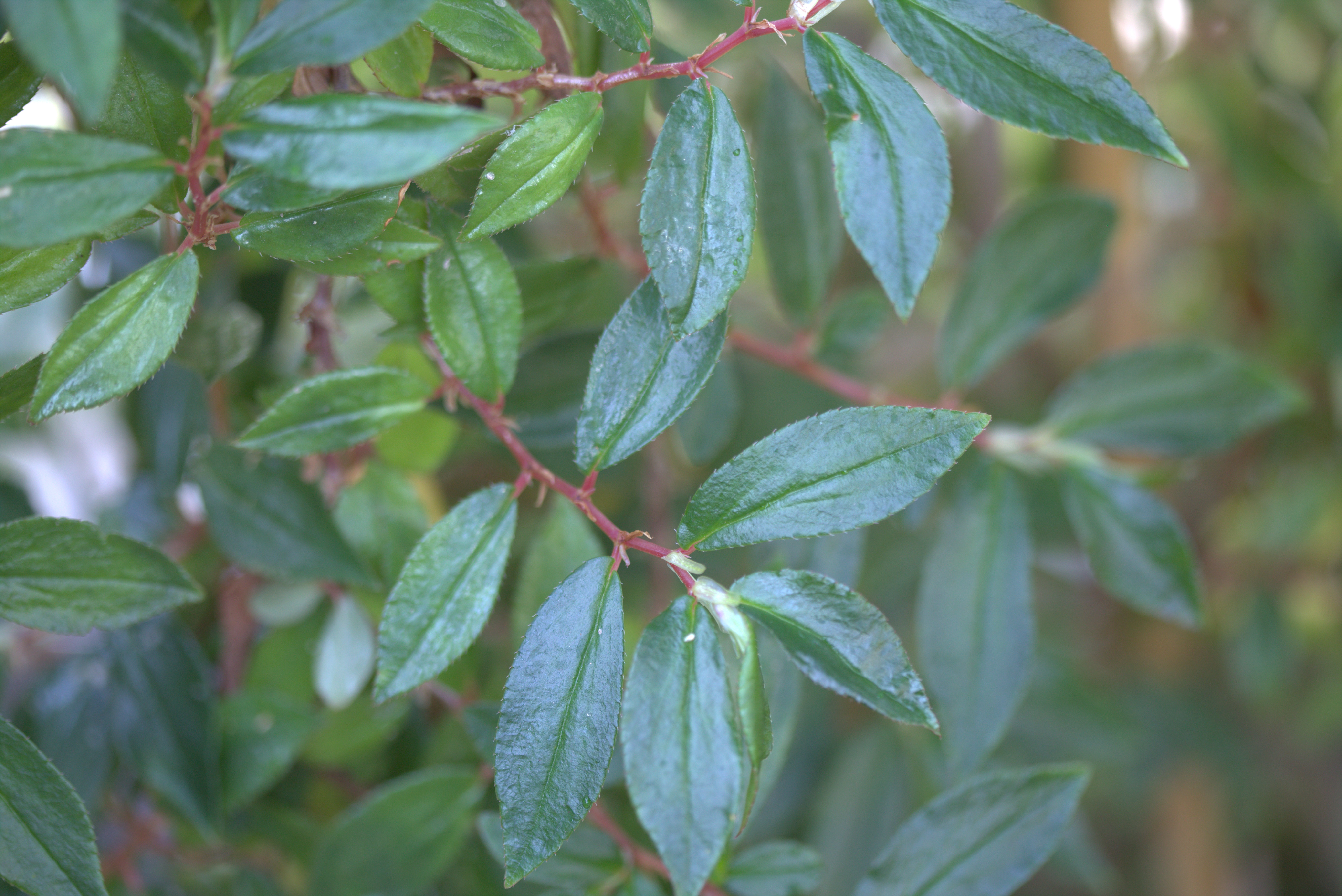
Feuillage de Begonia foliosa var. miniata
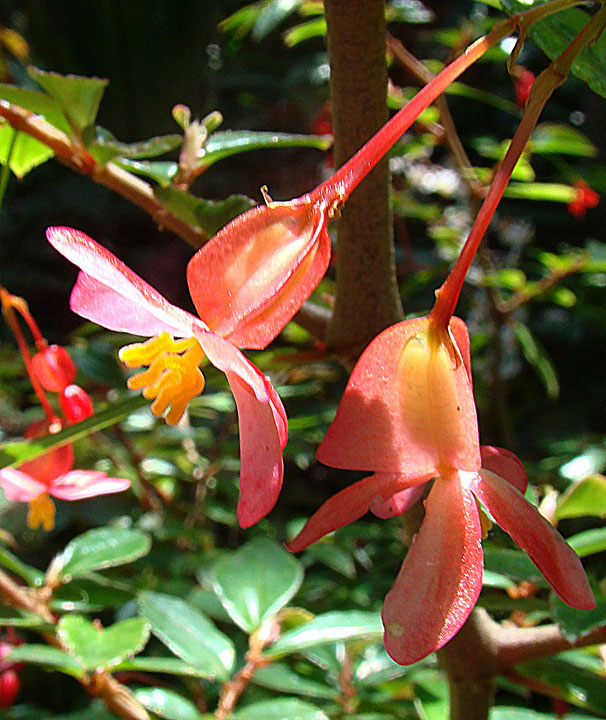
Inflorescence femelle de Begonia foliosa var. miniata
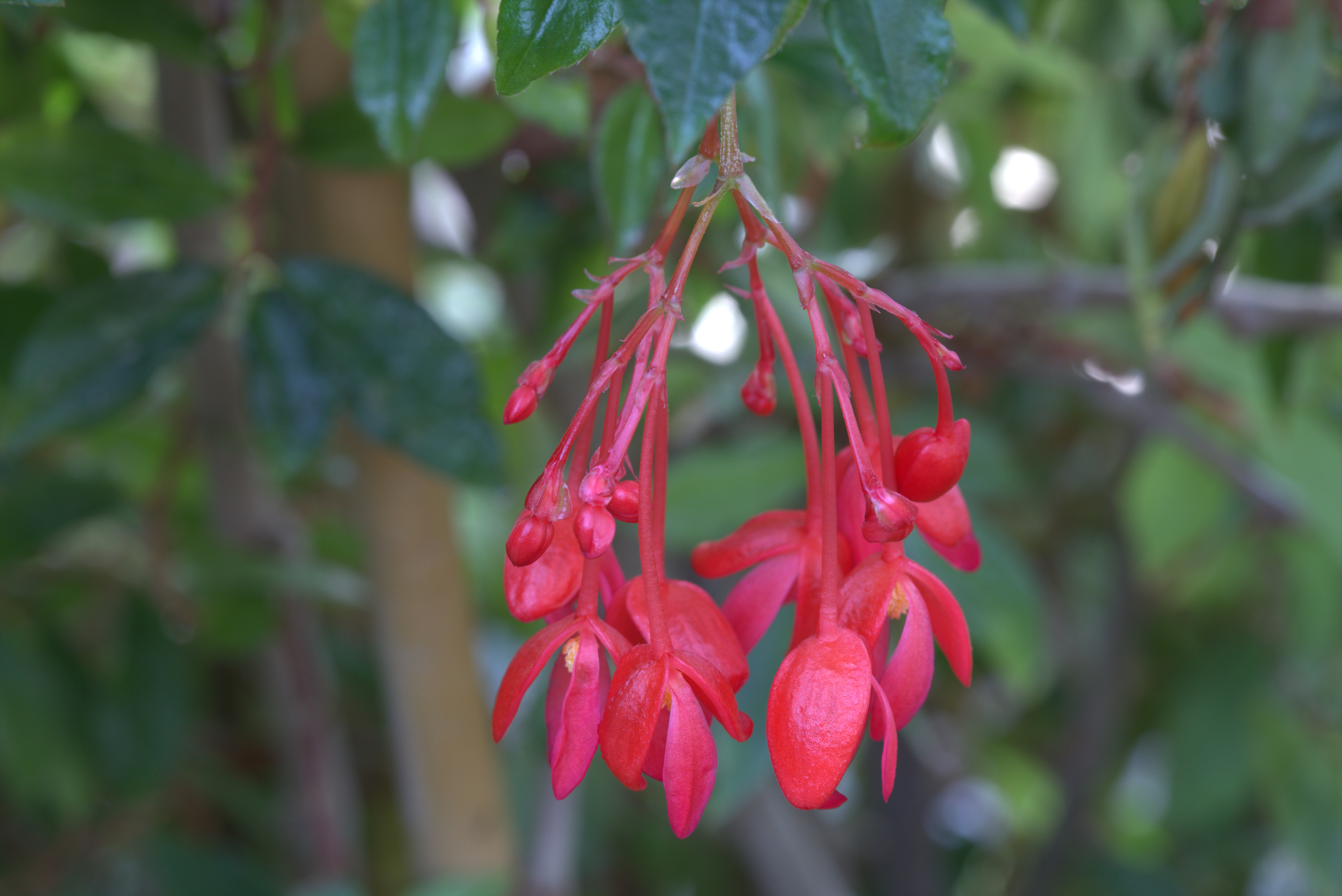
Inflorescence mâle de Begonia foliosa var. miniata

## Répartition géographique
Cette espèce est originaire des pays suivants : Colombie ; Équateur ; Pérou ; Venezuela.

## Liste des variétés
Selon Tropicos (6 février 2017) (Attention liste brute contenant possiblement des synonymes) :
- variété Begonia foliosa var. amplifolia L.B. Sm. & B.G. Schub.
- variété Begonia foliosa var. australis L.B. Sm. & B.G. Schub.
- variété Begonia foliosa var. foliosa
- variété Begonia foliosa var. major (L.B. Sm.) Dorr
- variété Begonia foliosa var. microphylla Dorr
- variété Begonia foliosa var. miniata (Planch. & Linden) L.B. Sm. & B.G. Schub.
- variété Begonia foliosa var. putzeysiana (A. DC.) L.B. Sm. & B.G. Schub.
- variété Begonia foliosa var. rotundata L.B. Sm. & B.G. Schub.